# Gräberfeld von Norra Ljunga

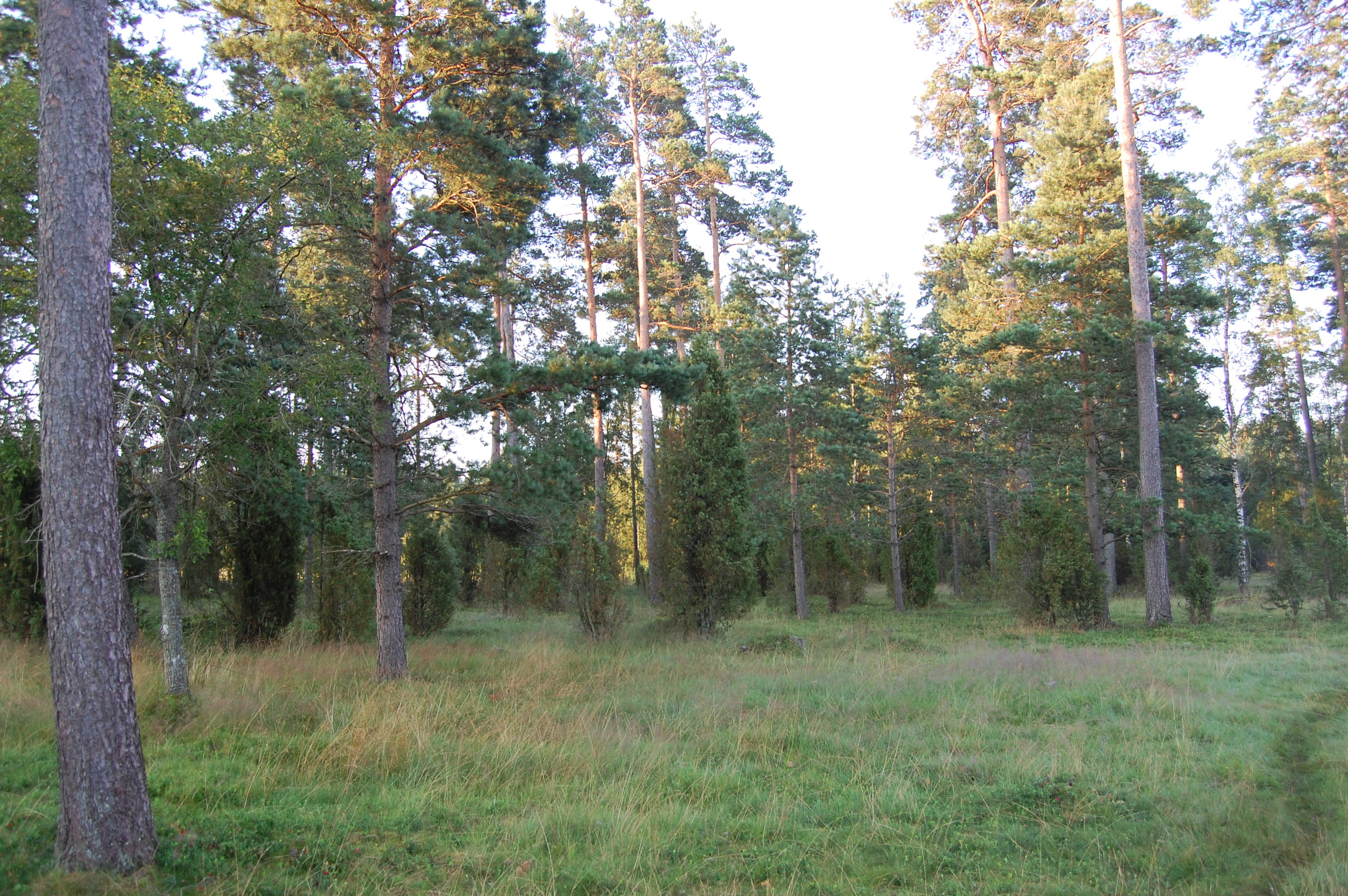
Gräberfeld von Norra Ljunga

Das Gräberfeld von Norra Ljunga (schwedisch: Norra Ljunga gravar) ist ein prähistorisches Gräberfeld bei Norra Ljunga in der schwedischen Gemeinde Sävsjö in der historischen Provinz Småland.
Das Gräberfeld liegt östlich des Dorfes, südöstlich der Straße von Norra Ljunga in Richtung Komstad und umfasst etwa 100 Gräber, die jedoch überwiegend schwer zu erkennen sind. Auffälliger sind einige Bautasteine sowie sieben dreieckige Steinsetzungen. Die Gräber entstanden im ersten Jahrtausend n. Chr.